# Smicrocotis infuscata
Smicrocotis infuscata är en insektsart som beskrevs av William Lucas Distant 1907. Smicrocotis infuscata ingår i släktet Smicrocotis och familjen dvärgstritar. Inga underarter finns listade i Catalogue of Life.